# Vores Øl
Vores Øl var et slogan benyttet af Carlsberg i starten af 1990'erne. Reklamefirmaet Saatchi & Saatchi vandt reklamebranchens idé-pris for konceptet ved Arnold-prisuddelingen i 1994.
I 2005 udviklede studerende fra IT-universitetet sammen med kunstnergruppen Superflex og brygningseksperter et ølkoncept, som fik navnet Vores Øl. Idéen er at udgive en øl-opskrift under Creative Commons licens , dvs. open source. Ølopskriften kan således benyttes og videreudvikles stort set frit. Dermed bryder konceptet med det traditionelle hemmelighedskræmmeri fra etablerede bryggeriers side. "Vores Øl" er foreløbig udgivet i version 4.0. 

### Presseomtale
- 28 July, 2005, BBCNews: 'Free' Danish beer makes a splash
- Jul. 18, 2005, Wired: Free Beer for Geeks
- 20. Juli 2005, Spiegel Online: KOPENHAGEN. Studenten brauen Open-Source-Bier